# Perophora carpenteria
Perophora carpenteria is een zakpijpensoort uit de familie van de Perophoridae. De wetenschappelijke naam van de soort is voor het eerst geldig gepubliceerd in 1994 door Goodbody.